# Щепаняк, Владислав
Владислав Щепаняк (пол. Władysław Szczepaniak; 19 мая 1910, Варшава — 6 мая 1979, Варшава) — польский футболист, защитник, тренер. Участвовал в летних Олимпийских играх 1936 года.

## Биография
Владислав Щепаняк родился 19 мая 1910 года в Варшаве.
Начал заниматься футболом в 10 лет. В 1923 году после смерти отца Щепаняк помогал матери содержать семью: он параллельно учился, работал и играл.
Первоначально действовал на позиции нападающего и полузащитника, в начале 30-х годов переквалифицировался в защитники.
В 1926—1928 годах занимался в варшавской «Полонии». В её составе в 1928 году дебютировал в чемпионате Польши. Выступал в «Полонии» в течение всей карьеры, провёл в лиге 172 матча, забил 56 мячей. Был капитаном команды. В 1946 году стал чемпионом Польши. Считался одним из лучших защитников страны 30-х годов.
Во время Второй мировой войны вместе с «Полонией» выигрывал подпольные чемпионаты оккупированной немцами Варшавы, проводившиеся в 1942—1944 годах.
В 1930—1947 годах выступал за сборную Польши, провёл в её составе 34 матча, неоднократно был капитаном команды. Первый и последний поединки в национальной команде провёл против сборной Швеции — 28 сентября 1930 года и 14 сентября 1947 года.
В 1936 году вошёл в состав сборной Польши по футболу на летних Олимпийских играх в Берлине, занявшей 4-е место. Играл на позиции защитника, участвовал в матче за 3-4-е места против сборной Норвегии (2:3), мячей не забивал.
В 1938 году играл за сборную Польши на чемпионате мира во Франции. Играл в единственном матче 1/8 финала против сборной Бразилии, в котором поляки уступили в дополнительное время — 5:6. Был капитаном команды.
После окончания игровой карьеры стал тренером. Работал с молодёжными командами варшавских «Гвардии» и «Полонии» и «Погони» из Гродзиска-Мазовецкого.
Параллельно руководил административным отделом Союза яичной и птицеводческой промышленности в Варшаве.
Награждён рыцарским крестом Ордена Возрождения Польши.
Умер 6 мая 1979 года в Варшаве. Похоронен в семейной могиле на Бродненском кладбище Варшавы.

## Достижения
- Чемпион Польши: 1946.

## Семья
У Владислава Щепаняка было четверо сыновей — Войцех, Анджей, Ежи и Мацей, все они играли в футбол.